# Turismo estremo

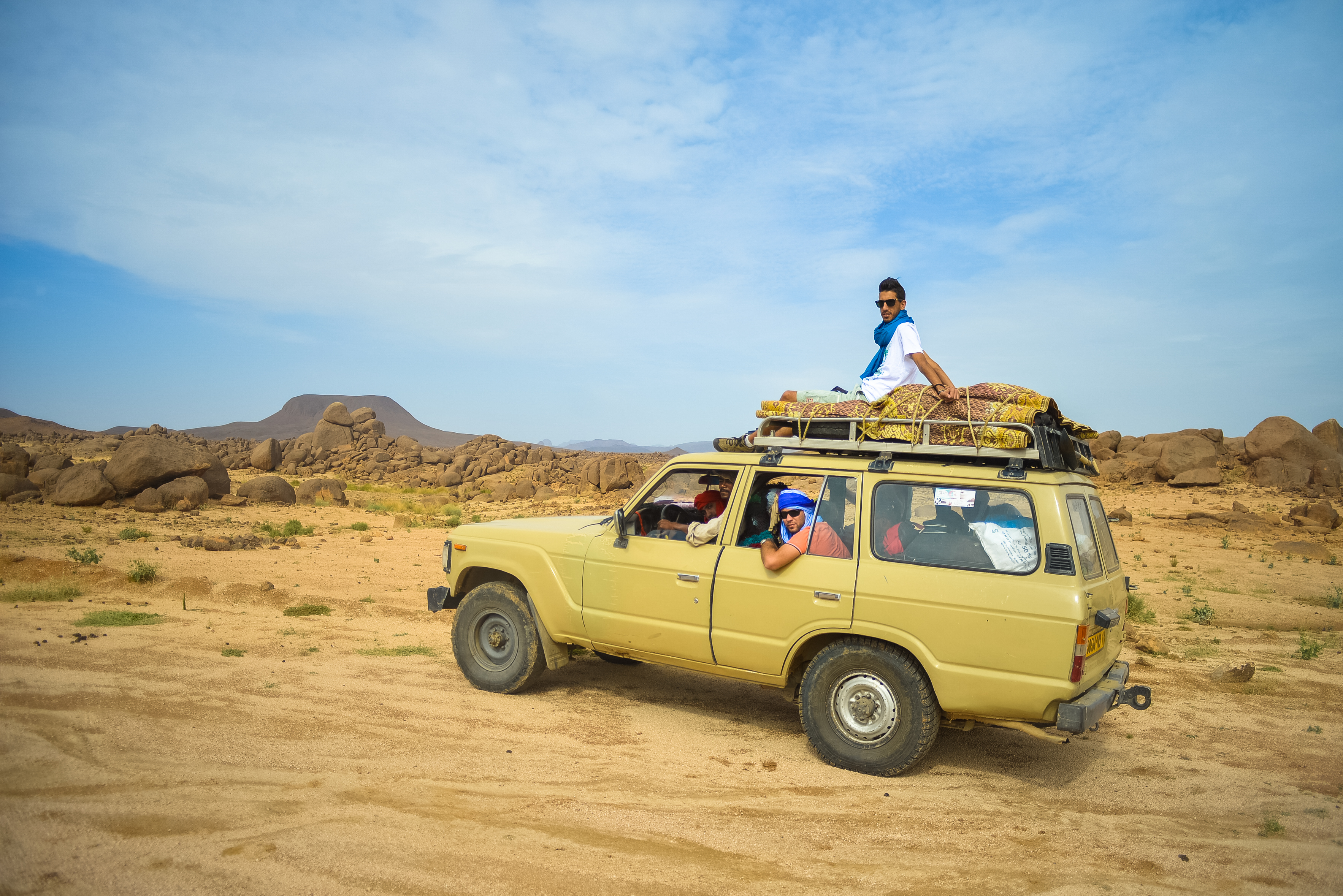
Deserto di Sahara (Algeria)

Turismo estremo (spesso assimilato al "turismo dell'orrore", ma quest'ultima è una sottocategoria particolare) è un particolare tipo di turismo caratterizzata da viaggi in luoghi del mondo comunemente considerati pericolosi e ad alto rischio. Una prima grande categoria viene data a quelle attività turistiche in cui la pericolosità dipende dalla natura selvaggia o esotica caratteristica dell'ambiente in sé (montagne, giungla, deserto, miniere, canyon, etc.) in cui il turismo estremo può essere praticato in concomitanza con sport estremi o action sport. 
Un secondo tipo di turismo estremo è data dalla pericolosità dei luoghi visitati, per esempio causa di avvenimenti particolari causati dall'uomo (città o luoghi abbandonati a seguito di disastri) o dalla natura (terremoti, maremoti). Tra le mete più celebri del turismo estremo vi è la zona di Černobyl' e la città abbandonata di Pryp"jat'.